# Jetrenjarnice
Jetrenjarnice (jetrenjače; lat. Marchantiopsida), biljni razred u diviziji jetrenjača (Marchantiophyta). Sastoji se od pet redova s preko 490 vrsta.

## Opis
Vrste u razredu Marchantiopsida karakterizirane su kao složene taloidne jetrenjače. Globalno su rasprostranjeni i obično rastu na vlažnoj zemlji ili blatu. Nekoliko vrsta također se može vidjeti kako rastu u vodi.
Nespolno razmnožavanje može se postići na različite načine, ovisno o vrsti. Kod Marchantia, gemme se razvijaju unutar čašice na površini talusa. Bifurkacija, što je cijepanje glavnog talusa na dva dijela, još je jedan način nespolnog razmnožavanja. Ovaj proces je popraćen propadanjem starijih stražnjih regija talusa, čime se vrsti omogućuje brzo naseljavanje obližnjih područja.
Gametofor vrsta u ovom razredu uvijek je talozan. Talus, koji je općenito debeo nekoliko stanica, tipično pokazuje dihotomno grananje. Diferencirana tkiva talusa razlog su zašto se vrste u ovoj klasi nazivaju "složenim taloidnim jetrenjačama", što ih zauzvrat razlikuje od jednostavnih taloidnih jetrenjaka viđenih u klasi Jungermanniopsida.
Unutarnja diferencijacija talusa može biti očigledna zbog prisutnosti nekoliko različitih tkiva. Gornja površina (dorzalna) talusa sastoji se od unistratozne epiderme. Stanice koje tvore epidermu ne sadrže ili sadrže vrlo malo klorofila. Nadalje, epiderma većine rodova u ovom razredu ima pore, koje mogu biti jednostavne ili složene, koje služe kao otvor za fotosintetsko tkivo u zračnim komorama ispod. Obris i raspodjela zračnih komora mogu se vidjeti gledajući mrežasti uzorak na dorzalnoj strani talusa. Za razliku od stomata viđenih kod viših biljaka, jednostavne pore ovih taloidnih jetrenjarka ne mogu se otvarati i zatvarati. Međutim, neke vrste imaju složene pore, u kojima su pore okružene stanicama, što im daje bačvasti izgled. Stanice na dnu bačvaste pore mogu ostati nabubrene kad su u vlažnom okruženju, držeći poru otvorenom. Kada se osuše, te se stanice mogu urušiti i tako mogu znatno suziti otvor pora.
Kao što je ranije spomenuto, ove zračne komore sadrže fotosintetsko tkivo. Kloroplasti se obično nalaze u stanicama koje čine stijenke ovih komora ili u jednostrukim filamentima koji rastu na dnu zračne komore. Ispod klorofilnog sloja nalazi se sloj stanica za pohranu, pretežno parenhimskih stanica. Neke stanice unutar ovog sloja sadržavat će jedno veliko smećkasto složeno uljno tijelo, dok druge stanice mogu biti ispunjene sluzi. Ne samo da se parenhimsko tkivo koristi za skladištenje, već se može koristiti i za smještaj gljivica kako bi se imalo koristi od simbiotskog odnosa.
Na donjoj strani talusa nalazi se ventralni epidermis iz kojeg mogu izlaziti bezbojni rizoidi i ljuske. Prisutni rizoidi mogu biti oštri ili glatki. Smatra se da su zakačeni rizoidi uključeni u transport vode, dok glatki rizoidi pomažu u fiksiranju talusa za podlogu i često se smatraju ulaznim vratima za endofitne gljive. Ventralne unistratozne ljuske obično su raspoređene u jedan ili dva reda i smatra se da služe za zadržavanje i provođenje vode.
Gametofit vrsta u ovoj klasi može biti jednodoman ili dvodoman. Anteridija se može naći u komorama koje se otvaraju prema gornjoj površini talusa. U nekim rodovima, anteridija je prisutna na specijaliziranoj strukturi koja se proteže od gametofita zvanoj anteridiofor. Anteridija se nalazi na vrhu diska, a sperma se raspršuje putem kišnih kapi.
Arhegoniji se mogu naći ugrađeni u talus, kao kod Ricciocarposa, ili uzdignuti na arhegonioforima nalik kišobranu, kao kod Marchantia. Položaj arhegonija razlikuje se od položaja anteridija, tako da se tipično nalaze na rubu arhegoniofora. Nadalje, kako arhegoniji sazrijevaju, gornji dio arhegoniofora raste više od donjeg dijela i kao rezultat toga, arhegoniji se prenose na donju površinu.
Važno je napomenuti da morfologija muških i ženskih reproduktivnih struktura može znatno varirati u ovom rfazredu. Na primjer, anteridiofor nekih vodenih vrsta je jako reduciran. Umjesto da budu uzdignuti, anteridije su ugrađene u talus, a spermiji se raspršuju kretanjem vode. Međutim, pokretni i dvožičasti spermij karakteristično je svojstvo koje dijeli sve vrste ovog razreda.
Nespolno razmnožavanje može se postići na različite načine, ovisno o vrsti. Kod Marchantia, gemme se razvijaju unutar čašice na površini talusa. Bifurkacija, što je cijepanje glavnog talusa na dva dijela, još je jedan način nespolnog razmnožavanja. Ovaj proces je popraćen propadanjem starijih stražnjih regija talusa, čime se vrsti omogućuje brzo naseljavanje obližnjih područja.

## Redovi
1. Blasiales Stotler & Crand.-Stotl.
2. Lunulariales D.G. Long
3. Marchantiales Limpr.
4. Neohodgsoniales D.G. Long
5. Sphaerocarpales Cavers